# آرامگاه امامزادگان محسن، صالح و علی
بقعه امامزادگان محسن، صالح و علی مربوط به سدهٔ ۸ و ۹ ه.ق است و در شهرستان نوشهر، بخش کجور، روستای پول واقع شده و این اثر در تاریخ ۷ مرداد ۱۳۸۲ با شمارهٔ ثبت ۹۳۷۱ به‌عنوان یکی از آثار ملی ایران به ثبت رسیده است.